# Arctostaphylos parvifolia
Arctostaphylos parvifolia är en ljungväxtart som beskrevs av T.J. Howell. Arctostaphylos parvifolia ingår i släktet mjölonsläktet, och familjen ljungväxter. Inga underarter finns listade i Catalogue of Life.